# 위 엔터테인먼트의 음반
이 문서는 위 엔터테인먼트에서 발매한 음반의 목록이다.

## 2010년대
- 2017년 3월 9일 김동한, 장대현, 조성욱 - [Digital Single] 나야 나[1]
- 2017년 5월 6일 김동한,장대현,조성욱 - [Digital Single] 나야 나 (Piano Ver.)[2]
- 2018년 6월 19일 김동한 - D-Day
- 2018년 10월 17일 김동한 - D-Night
- 2019년 5월 1일 김동한 - D-HOURS AM 7:03
- 2019년 7월 14일 김동한 - 이몽 OST Part.11[3]
- 2019년 8월 24일 장대현 - [Digital Single] Feel Good

## 2020년대
- 2020년 8월 25일 김요한 - [Digital Single] No More
- 2020년 9월 25일 김요한 - [Digital Single] 2020 헤리티지 프로젝트[4]
- 2020년 10월 5일 위아이 - IDENTITY : First Sight
- 2021년 1월 11일 김요한 - 아름다웠던 우리에게 OST Part.1
- 2021년 2월 24일 위아이 - IDENTITY : Challenge
- 2021년 4월 18일 위아이 - 컴백홈 OST Part.2
- 2021년 6월 9일 위아이 - IDENTITY : ACTION
- 2021년 9월 15일 김요한 - [Digital Single] World Is One 2021[5]
- 2021년 10월 1일 위아이 - [Digital Single] 반 고흐의 밤(Starry Night) (prod. dress)[6]
- 2021년 1월 8일 빈센트 - 배드 앤 크레이지 OST Part.3
- 2022년 1월 10일 김요한 - Illusion
- 2022년 2월 18일 윌리K - [Digital Single] Fade Away
- 2022년 3월 16일 위아이 - Love Pt.1 : First Love
- 2022년 6월 28일 크랙실버 - Make A Dash
- 2022년 8월 11일 위아이 - [Japan] Youth
- 2022년 10월 19일 위아이 - Love Pt.2 : Passion
- 2022년 11월 20일 강석화 - 삼남매가 용감하게 OST Part.4
- 2022년 12월 13일 위아이 - [Digital Single] Gift For You
- 2022년 12월 25일 김요한 - 러브캐처 인 발리 OST Part.3
- 2023년 2월 23일 김요한 - [Digital Single] 썸밍아웃[7]
- 2023년 4월 28일 화수목 - [Digital Single] 파란색
- 2023년 6월 29일 위아이 - Love Pt.3 : Eternally
- 2023년 7월 10일 위아이 - [Digital Single] 질주(OVERDRIVE) (English Ver.)
- 2023년 9월 22일 김요한 - [Digital Single] Blue in You[8]
- 2024년 2월 14일 위아이 - [Japan] WAVE
- 2024년 8월 30일 위아이 - [Digital Single] LOVE2YOU
- 2025년 1월 15일 위아이 - The Feelings